# 复兴镇 (达州市)
复兴镇，是中华人民共和国四川省达州市通川区下辖的一个乡镇级行政单位。

## 行政区划
复兴镇下辖以下地区：
新桥社区、凤舞社区、九龙社区、罗家坝社区、复兴社区、孙家坪村、岩峰村、两路口村、龙洞门村和板桥村。